# 上杉長員
上杉長員（1582年—1623年9月18日），安土桃山時代至江戶時代初期的武將。江戶幕府高家旗本。父親是畠山義春。母親是長尾政景和仙桃院的女兒。上杉謙信的外甥孫。米澤藩藩主上杉景勝的外甥。

## 生平
在天正10年（1582年）出生，家中次男。因為父親義春成為上杉謙信的養子，並繼承上條上杉家，所以稱上杉姓。雖然後來義春回復畠山姓，不過因為母親是上杉景勝的妹妹等原因，於是稱上條姓（家格不變），此後，被允許使用上杉姓，成為江戶幕府的高家（高家上杉家）。
父親的實家畠山氏是清和源氏足利氏的支流（原本是桓武平氏），不過因為上杉家的本姓是藤原氏，所以使用藤原朝臣之名和「上條之五三桐」（上条の五三桐）為家紋。慶長6年（1601年）11月，謁見德川家康，受家康賜予下總國印旛郡、千葉郡、常陸國河內郡、信太郡合計1千4百9十石所領，並列為幕府旗本。
慶長9年（1604年），因為家康的命令而附屬於德川秀忠。在元和9年（1623年）8月24日死去。享年42歲。墓所在東京都文京區小石川蓮華院。法名是宗林。家督由長男長政繼承。

## 外部連結
- 武家家伝＿上条氏 （页面存档备份，存于）